# Ceramidia fumipennis
Ceramidia fumipennis är en fjärilsart som beskrevs av Walker 1854. Ceramidia fumipennis ingår i släktet Ceramidia och familjen björnspinnare. Inga underarter finns listade i Catalogue of Life.